# Sophie Alexander
Sophie Alexander-Katz (Ciudad de México; 20 de mayo de 1978) es una actriz mexicana.

## Biografía
Realizó estudios de actuación en el Central School of Speech and Drama de Londres, Inglaterra. En México estudió en Casa del Teatro al lado de maestros como Luis de Tavira, Rogelio Luévano y Jorge Vargas. Destacada actriz de teatro, ha trabajado en obras como Hamlet, Tres hermanas, La gaviota y Mujeres Soñaron Caballos. También ha participado en películas como Café Paraíso, La noche de siempre y Puppet Soldiers. En televisión debutó en Amor en custodia la exitosa versión mexicana de la telenovela argentina homónima.
Ganó gran reconocimiento en 2010 interpretando a Maité Duarte en la telenovela Para volver a amar, producida por Roberto Gómez Fernández y Giselle González.
En entrevista con Flimeweb, Sophie en alusión a su profesión declaró: "Ser actor significa recrear las condiciones, la mentalidad y las posturas de una persona que no eres tú. Actuar es encarnar personajes para luchar contra tus demonios. Todos los que hacemos arte dialogamos con el ser que te pide hacer las cosas".
En televisión ha participado en la serie XY producida por Patricia Arriaga, la cual finalizó luego de su tercera temporada en 2012, y que se emitió por Once TV México. 
Es hija del fallecido Ingeniero Didier Alexander-Katz y sobrina de la actriz Susana Alexander.

## Filmografía

### Películas
El más triste adiós (2024).... Gloria 
- Solteras (2019) .... Sandra
- lo que podríamos ser  (2018)... Amanda
- Si yo fuera tú (2018) .... Claudia
- Los días más oscuros de nosotras (2017) .... Ana
- La dictadura perfecta (2014) .... Laurita
- Labios rojos (2011) .... Lorena
- De este mundo (2010)
- Si maneja de noche procure ir acompañado (2010) .... María
- 180º (2010) .... Magaly
- El sótano (2009) .... Sophie
- Café Paraíso (2008) .... Susan
- One long night (2007) .... Azafata
- Hitgirl (2007) .... Violeta Valdivia
- Puppet soldiers (2007) .... Sophie
- Todos los días son tuyos (2007) .... Amiga
- El guapo (2007)
- Cañitas, presencia (2007) .... Clienta bar
- Luces artificiales (2007)
- 1975 (2006)
- La noche de siempre (2005) .... Alicia
- Tres (2005) .... Karina

### Televisión
- Tengo que morir todas las noches (2024) ... Elena
- Historia de un crimen: La búsqueda (2020) ... Adela[4]
- Sr. Avila (2018) ... Mariana
- 40 y 20 (2016 - actualidad) ... Laura
- Yago (2016) ... Katia Macouzet
- Yo no creo en los hombres (2014-2015) ... Maleny Santibáñez De la Vega
- Dos Lunas (2014) ... Valeria
- Cásate conmigo... mi amor (series, 2013) ... Bárbara
- Para volver a amar (Telenovela, 2010 - 2011) .... Maité Duarte de Casso
- Mujeres asesinas 3 (Serie, episodio "Thelma, impaciente", 2010) .... Regina
- XY. La revista (Serie, 2009 - 2012) .... Paulina
- Tengo todo (Telenovela, 2008) .... Susana
- Montecristo (Telenovela 2006) .... Mariana
- Amor en custodia (Telenovela, 2005 - 2006) .... Noelia

### Teatro
- Rock n' Roll
- Mujeres soñaron caballos
- Satélite 2012
- La modestia
- Parking Place del deseo
- Festen
- El oeste solitario
- Cuentos de Navidad
- De-madres
- Las mujeres sabias
- La gaviota
- Tres hermanas
- Hamlet
- El Filósofo Declara
- Homero, Iliada
- Casi Transilvania

## Premios y nominaciones
- Nominación a Mejor Actriz en categoría de Drama en el Festival de TV Internacional Monte Carlo, Mónaco 2011, por su participación en XY, La Revista.

### Premios People en Español
| Año  | Categoría               | Telenovela         | Resultado |
| ---- | ----------------------- | ------------------ | --------- |
| 2011 | Mejor Actriz Secundaria | Para volver a amar | Nominada  |

### Premio Ariel
| Año  | Categoría    | Telenovela                       | Resultado |
| ---- | ------------ | -------------------------------- | --------- |
| 2019 | Mejor actriz | Los días más oscuros de nosotras | Nominada  |